# HMCS Calgary (K231)
«Калгарі» (англ. HMCS Calgary (K231) — військовий корабель, корвет типу «Флавер» Королівського військово-морського флоту Канади за часів Другої світової війни.
Корвет «Калгарі» був закладений 22 березня 1941 року на верфі компанії Marine Industries Limited у Сорель-Трасі. 23 серпня 1941 року він був спущений на воду, а 16 грудня 1941 року увійшов до складу Королівських ВМС Великої Британії.
Корабель брав участь у бойових діях на морі в Другій світовій війні, бився в Північній Атлантиці, супроводжував конвої. 23 серпня 1943 року виконував завдання у складі 40-ї конвойної групи, яка вела полювання на підводні човни біля мису Ортегал. 14 бомбардувальників Do 217 і 7 бомбардувальників Ju 87 атакували групу союзних кораблів, використовуючи нові керовані авіабомби Hs-293. Кілька моряків були вбиті і поранені з екіпажу шлюпа «Байдфорд», «Калгарі» залишився неушкодженим. Через два дні 5-та група отримала допомогу від 1-ї допоміжної групи, і кораблі знову були атаковані німецькою авіацією — 18 бомбардувальників Do 217 знову скинули керовані бомби Hs 293. В ході бою був пошкоджений есмінець «Атабаскан» і затоплений шлюп «Ігрет», але «Калгарі» знову не постраждав.
20 листопада 1943 року «Калгарі» у взаємодії з британським фрегатом «Нін» та канадським корветом «Сноубері» північно-східніше Азорських островів глибинними бомбами потопив німецький підводний човен U-536. 29 грудня 1944 року «Калгарі» знищив поблизу Веймута німецький човен U-322.